# Le Loup des sept collines
Ne doit pas être confondu avec Le Loup des sept collines (roman).
Pour plus de détails, voir Fiche technique et Distribution.
Le Loup des sept collines (titre original : Cry Wolf) est un film américain réalisé par Peter Godfrey, sorti en 1947.

## Fiche technique
- Titre : Le Loup des sept collines
- Titre original : Cry Wolf
- Réalisation : Peter Godfrey
- Scénario : Catherine Turney d'après le roman de Marjorie Carleton
- Photographie : Carl E. Guthrie
- Montage : Folmar Blangsted
- Musique : Franz Waxman
- Direction artistique : Carl Jules Weyl
- Direction artistique : Jack McConaghy
- Costumes : Travilla et Edith Head pour Barbara Stanwyck
- Effets spéciaux : Gordon Jennings
- Production : Henry Blanke, Jack L. Warner (producteur exécutif) et Errol Flynn (producteur associé)
- Sociétés de production : Thomson Productions et Warner Bros. Pictures
- Pays d’origine :  États-Unis
- Langue : anglais
- Format : noir et blanc – 35 mm – 1,37:1 – mono (RCA Sound System)
- Genre : Film dramatique, Film policier, film noir
- Durée : 83 minutes
- Dates de sortie :
  - États-Unis :17 juillet 1947 (New York)
  - États-Unis : 19 août 1947 (sortie nationale)

## Distribution
- Errol Flynn : Mark Caldwell
- Barbara Stanwyck : Sandra Marshall
- Geraldine Brooks : Julie Demarest
- Richard Basehart : James Caldwell Demarest
- Jerome Cowan : Sénateur Charles Caldwell
- John Ridgely : Jackson Laidell
- Patricia Barry : Angela
- Rory Mallinson : Becket
- Helen Thimig : Marta, la femme de ménage
- Paul Stanton : Davenport
- Barry Bernard : Roberts

## Analyse
Dans son autobiographie, Errol Flynn revient sur le simple fait qu'« il fallait vivre, faire des films : Sabotage à Berlin, Du sang sur la neige, Saboteur sans gloire, San Antonio, Ne dites jamais adieu, Tu ne m'échapperas pas, Le Loup des sept collines. Ma carrière se poursuivait avec des scénarios plus ou moins bons. La plupart du temps, je tournais sans passion, je n'étais pas content de ce que je faisais ».

### Ouvrages généraux
- Gérard Devillers et Marceau Devillers, Anthologie du Cinéma, tome V : Errol Flynn, Paris, L'Avant-scène Cinéma, 1970, p. 337-392.

### Monographies
- Errol Flynn (trad. France-Marie Watkins et Solange Metzger), Mes 400 coups, Paris, Olivier Orban, coll. « Ramsay Poche Cinéma » (no 52), 1977 (1re éd. 1959), 354 p. (ISBN 2-85956-655-4 et 978-2-8595-6655-5).
- (en) Tony Thomas, Rudy Behlmer et Clifford McCarty, The Films of Errol Flynn, Secaucus, New Jersey, The Citadel Press, 1969, 221 p. (ISBN 0-8065-0237-1), p. 146-147.